# Helenium fimbriatum
Helenium fimbriatum là một loài thực vật có hoa trong họ Cúc. Loài này được (Michx.) A.Gray mô tả khoa học đầu tiên năm 1874.